# 黒子島
黒子島（くろこじま、くろこしま）は長崎県北部の平戸瀬戸にある島（無人島）である。同県平戸市大久保町に属する。

## 概要

### 地理
- 位置：平戸瀬戸のやや北寄り、平戸港の東方約250mの沖合に浮かぶ。
- 面積：約0.03km2（約3ha）
- 周囲：約1km

### 指定
- 国の天然記念物 「黒子島原始林」 （1951年6月9日指定）[1]
- 西海国立公園 特別保護地区 （1955年指定）

## 歴史

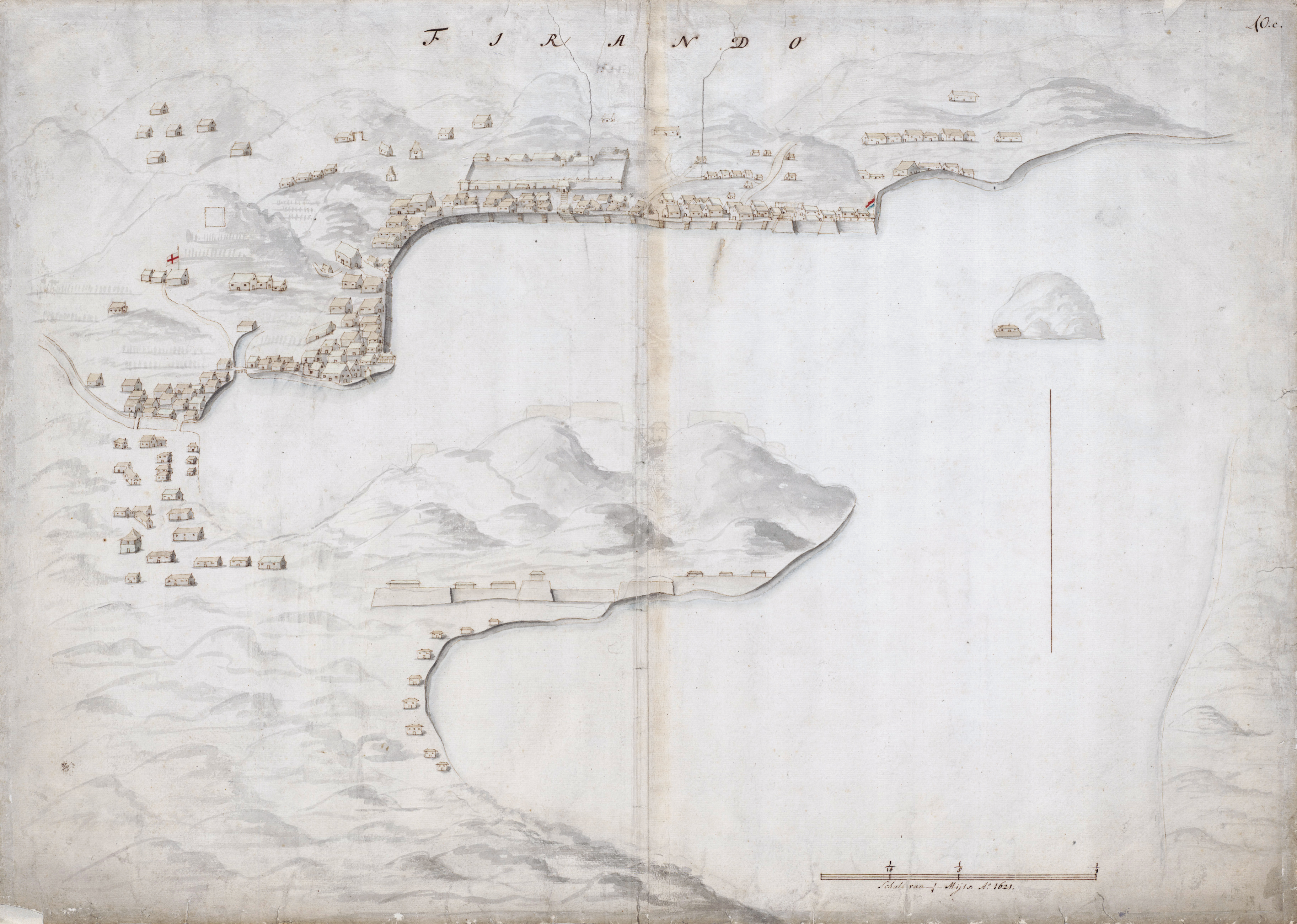
1621年の平戸図：右上の小島が黒子島。平戸湾に面した弁財天の建物が描かれている。（オランダ国立文書館所蔵）。

島の南西部には平戸湾に面するように弁財天が祀られている。これは松浦勝（平戸勝）が五島列島の小値賀島から遷祀したものとも言われ、オランダ国立公文書館所蔵の1621年の平戸図にも建物が描かれていることから既に江戸時代初期には現在と同じような形で祀られていたことがわかる。
1863年（文久3年）には弁財天のほぼ反対側にあたる北東海岸に異国船警固の目的で台場が築造され、現在もその跡が残されている。同様の台場は黒子島の他に平戸島の叶崎、南竜崎（なんりゅうざき）、中之崎、獅子駒崎などにもあった。
第二次世界大戦前の一時期には避暑地として利用され、旅館の出店等もあったが現在はその痕跡は分かりにくくなっている。戦後は1951年に「黒子島原始林」として国の天然記念物に指定され、1955年には西海国立公園の特別保護地域にも指定された。1969年（昭和44年）には長崎国体相撲競技への臨席のため平戸を訪れた昭和天皇が島に立ち寄っている。

## 自然

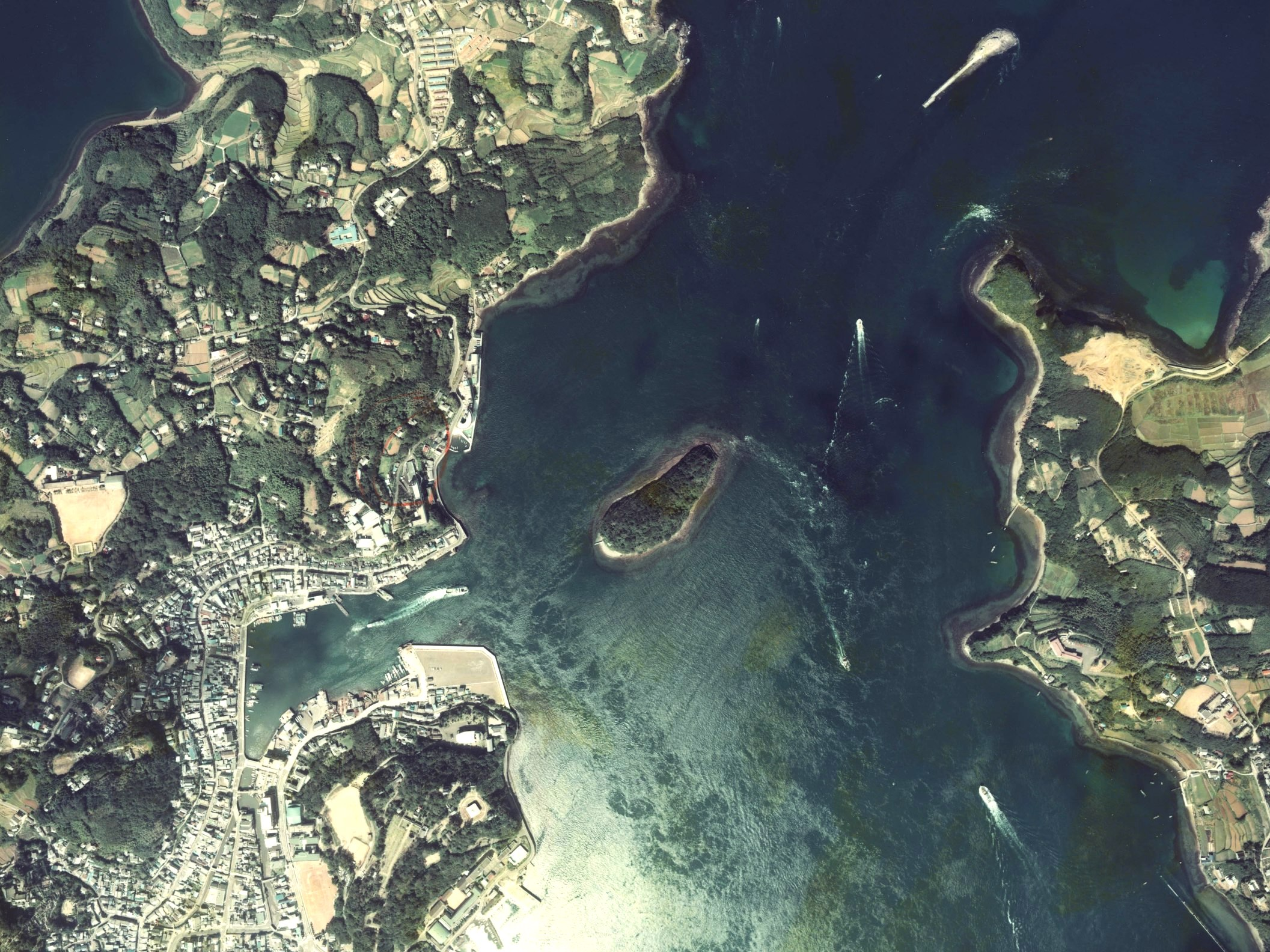
黒子島（中央）：1977年度撮影。
。

島のほぼ全体が照葉樹林に覆われている。弁財天は遅くとも江戸初期には祀られていたが、それ以前から神域として扱われ、一時期を除いて一般人が多数定住や出入りすることもなかったため、当地域における植生の原型をほぼ残しているとされる。島の植生は中央部のタブノキ-ムサシアブミ群落と、周囲部分のハマビワ-オニヤブソテツ群落とに分けられるが、いずれもこの地方の普通種で構成されており特別な珍種があるわけではない。しかし人手がほとんど入っていない植生の原始性が貴重であることから、1951年（昭和26年）6月9日には「黒子島原始林」として国の天然記念物に指定され、1955年（昭和30年）には西海国立公園の特別保護地域にも指定されており、中には樹高18m、最大直径70cmを超える樹木もあるという。
また、平戸瀬戸で捕鯨も行われていたことからも、黒子島の一帯にも江戸時代や明治時代まではヒゲクジラ類が回遊していたと思わしい。

### 主な自生植物
長崎県サイトより。
- スダジイ
- タブノキ
- ビロウ
- アコウ
- シホウチク
- クロガネモチ
- ホルトノキ
- バクチノキ
- シロダモ
- ヤブニッケイ
- ヤブツバキ
- ハマビワ